# Nombre de Hedström
El nombre de Hedström {\displaystyle (He)} és un nombre adimensional que s'utilitza en reologia per tractar el flux dels fluids no newtonians, anomenats fluids de Bingham. Serveix per caracteritzar el tipus de flux (laminar o turbulent) del fluids que segueixen la llei de Bingham · .
Aquest nombre duu el nom del químic suec Bengt Olof Arvid Hedström.
Es defineix de la següent manera:
{\displaystyle He={\frac {\tau _{y}{L_{c}}^{2}\rho }{{\mu _{p}}^{2}}}=Bm\,Re}
on:
- τy - és la tensió tallant ;
- Lc - és la longitud característica;
- μp - és la viscositat dinàmica ;
- ρ - és la densitat ;
- Bm - és el nombre de Bingham ;
- Re - és el nombre de Reynolds.

Aquest nombre s'utilitza per determinar el nombre de Reynolds crític que indica el pas d'un flux laminar a un de turbulent.